# Bottenwil
Bottenwil (schweizertyska: Bottewiu) är en ort och kommun i distriktet Zofingen i kantonen Aargau, Schweiz. Kommunen har 868 invånare (2023).